# 多齿蛇鲻
多齿蛇鲻（学名：Saurida tumbil）為輻鰭魚綱仙女魚目合齒魚亞目合齒魚科的鱼类。分布于澳洲的东北、印度尼西亚、菲律宾、马来半岛、红海、非洲东岸以及南海、东海等海域，棲息深度10-60公尺，體長可達60公分，一般生活于海水的中下层，為底棲性魚類，屬肉食性，以魚類、甲殼類及烏賊等為食，可做為食用魚。
多齿蛇鲻的肉可供食用，为经济鱼类。